# الدوري الإيراني الدرجة الثانية 1992–93
الدوري الإيراني الدرجة الثانية 1992–93 هو موسم من الدوري الإيراني الدرجة الثانية. فاز فيه Chooka Talesh F.C. ‏.